# ریکو ورهوفن
ریکو ورهوفن (انگلیسی: Rico Verhoeven؛ زادهٔ ۱۰ آوریل ۱۹۸۹) بوکسور، ورزشکار هنرهای رزمی ترکیبی و کاراته‌کا اهل پادشاهی هلند است. وی از سال ۲۰۰۴ میلادی تاکنون مشغول فعالیت بوده‌است.